# Paranormal (album)
Pour les articles homonymes, voir Paranormal (homonymie).
Albums de Alice Cooper
Welcome 2 My Nightmare
(2011) Detroit Stories
(2021)
Singles
1. Paranoiac Personality
Sortie : 9 juin 2017

Paranormal est le 27e album studio du chanteur américain Alice Cooper sorti le 28 juillet 2017. Le premier single de l'album est intitulé Paranoic Personality et est sorti le 8 juin.
L'album contient 12 pistes enregistrées à Nashville dans le Tennessee en collaboration avec le producteur Bob Ezrin. Plusieurs musiciens célèbres ont participé à l'album, dont le batteur Larry Mullen Junior du groupe U2, le guitariste Billy Gibbons du groupe ZZ Top ou encore le bassiste Roger Glover de Deep Purple. Les titres Genuine American Girl et You And All of your Friends ont été écrits et enregistrés avec les membres du groupe original Alice Cooper.

## L'album
Le travail sur l'album est divisé en trois thèmes bien distincts par les musiciens. Le premier et principal thème est basé sur environ cinq titres inspirés par Alice, Bob Ezrin et Tommy Henriksen. Le second thème est une ambiance créée et inspirée par les membres originaux du groupe Alice Cooper, Neal Smith, Dennis Dunaway et Michael Bruce, avec toujours la contribution d'Alice et du guitariste Tommy Henriksen. Quant au troisième thème de l'album, il s'agit de quelques titres sélectionnés par Alice Cooper et du producteur Bob Ezrin. Dennis Dunaway s'est impliqué dans l'écriture des titres Fireball et The Sound of A.
Chaque titre raconte son petit conte tordu selon Alice Cooper. Dynamite Road raconte l'histoire d'un groupe qui a une rencontre mortelle avec le diable. Dans Fireball, le chanteur a un mauvais rêve à propos de la fin du monde, seulement pour se réveiller à temps pour le voir dans la vie réelle. Genuine American parle d'un dur à cuire qui est transgenre n'ayant pas peur de laisser le monde le savoir. 

## Liste des titres

### Disque 1
| No  | Titre                    | Auteur                                                                               | Durée |
| --- | ------------------------ | ------------------------------------------------------------------------------------ | ----- |
| 1.  | Paranormal               | Alice Cooper, Bob Ezrin, Tommy Denander, Roger Glover                                | 4:11  |
| 2.  | Dead Flies               | Alice Cooper, Bob Ezrin, Tommy Denander                                              | 2:22  |
| 3.  | Fireball                 | Alice Cooper, Dennis Dunaway                                                         | 4:49  |
| 4.  | Paranoiac Personality    | Alice Cooper, Bob Ezrin, Tommy Denander, Tommy Henriksen                             | 3:11  |
| 5.  | Fallen In Love           | Alice Cooper, Bob Ezrin, Tommy Denander, Tommy Henriksen                             | 3:33  |
| 6.  | Dynamite Road            | Alice Cooper, Bob Ezrin, Tommy Denander                                              | 2:43  |
| 7.  | Private Public Breakdown | Alice Cooper, Bob Ezrin, Parker Gispert                                              | 3:26  |
| 8.  | Holy Water               | Alice Cooper, Bob Ezrin, Demaree IV, Tucker, Monyhan, Bernauer, Mclaughlin, Richards | 3:08  |
| 9.  | Rats                     | Alice Cooper, Bob Ezrin, Tommy Henriksen                                             | 2:38  |
| 10. | The Sound of A           | Alice Cooper, Dennis Dunaway                                                         | 4:06  |

### Disque 2
Les pistes 3 à 8 ont été enregistrées en live le 6 mai 2016 à Colombus. Les deux premières pistes sont des titres inédits enregistrés avec les membres originaux d'Alice Cooper : Michael Bruce, Dennis Dunaway et Neal Smith.
| 1. | Genuine American Girl       | Alice Cooper, Bob Ezrin, Neal Smith     | 4:27 |
| 2. | You And All of your Friends | Alice Cooper, Bob Ezrin, Dennis Dunaway | 2:42 |

| 3. | No More Mr. Nice Guy  | Alice Cooper, Michael Bruce                                          | 3:10 |
| 4. | Under My Wheels       | Michael Bruce, Dennis Dunaway, Bob Ezrin                             | 2:56 |
| 5. | Billion Dollar Babies | Alice Cooper, Michael Bruce, Rockin' Reggie                          | 3:44 |
| 6. | Feed My Frankenstein  | Alice Cooper, Zodiac Mindwarp, Ian Richardson, Nick Coler            | 5:02 |
| 7. | Only Women Bleed      | Alice Cooper, Dick Wagner                                            | 5:12 |
| 8. | School's Out          | Alice Cooper, Michael Bruce, Glen Buxton, Dennis Dunaway, Neil Smith | 6:10 |

## Crédits de l'album

### Musiciens
- Alice Cooper - chants
- Tommy Henriksen - guitares
- Tommy Denander - guitares
- Jimmie Lee Sloas - basse
- Larry Mullen Junior - batterie
- Bob Ezrin - Orgue Hammond sur Fireball

### Invités
- Michael Bruce - guitare sur Rats, Genuine American Girl & You And All of your Friends
- Dennis Dunaway - basse sur Fireball, Rats, The Sound of A, Genuine American Girl & You And All of your Friends
- Neal Smith - batterie sur Rats, Genuine American Girl & You And All of your Friends
- Billy Gibbons - guitare sur Fallen in Love
- Steve Hunter - guitare sur Holy Water, Genuine American Girl & You And All of your Friends
- Roger Glover - basse sur Paranormal

### Live Colombus
- Ryan Roxie - guitare, chœurs
- Nita Strauss - guitare, chœurs
- Tommy Henriksen - guitare, chœurs
- Chuck Garric - basse, chœurs
- Glen Sobel - batterie

## Charts
| Pays                                      | Meilleure position | Nombre de semaines | Réf      |
| ----------------------------------------- | ------------------ | ------------------ | -------- |
| Allemagne (GfK Entertainment)             | 4                  | 4                  | [ A 1 ]  |
| Australie (ARIA Charts)                   | 4                  | 3                  | [ A 2 ]  |
| Autriche (Ö3 Austria Top 40)              | 8                  | 2                  | [ A 3 ]  |
| Belgique francophone (Ultratop)           | 5                  | 4                  | [ A 4 ]  |
| Belgique néerlandophone (Ultratop)        | 15                 | 4                  | [ A 5 ]  |
| Canada (Canadian Albums Chart)            | 17                 | 1                  | [ A 6 ]  |
| Écosse (The Official Charts Company)      | 3                  | 1                  | [ A 7 ]  |
| Espagne (Productores de Música de España) | 31                 | 2                  | [ A 8 ]  |
| États-Unis (Billboard 200)                | 32                 | 1                  | [ A 9 ]  |
| États-Unis (Billboard Hard Rock Albums)   | 2                  | 2                  | [ A 10 ] |
| États-Unis (Billboard Independent Albums) | 1                  | 2                  | [ A 11 ] |
| États-Unis (Billboard Tastemaker Albums)  | 2                  | 2                  | [ A 12 ] |
| États-Unis (Billboard Top Rock Albums)    | 6                  | 1                  | [ A 13 ] |
| Finlande (Suomen virallinen lista)        | 9                  | 2                  | [ A 14 ] |
| France (SNEP)                             | 57                 |                    | [ A 15 ] |
| Hongrie (Mahasz)                          | 10                 | 1                  | [ A 16 ] |
| Italie (FIMI)                             | 47                 | 1                  | [ A 17 ] |
| Japon (Oricon)                            | 186                | 1                  | [ A 18 ] |
| Norvège (VG-lista)                        | 15                 | 1                  | [ A 19 ] |
| Nouvelle-Zélande (Recorded Music NZ)      | 33                 | 1                  | [ A 20 ] |
| Pays-Bas (MegaCharts)                     | 24                 | 1                  | [ A 21 ] |
| République tchèque (ČNS IFPI)             | 7                  |                    | [ A 22 ] |
| Royaume-Uni (The Official Charts Company) | 6                  | 3                  | [ A 23 ] |
| Royaume-Uni (UK Rock and Metal Chart)     | 1                  |                    | [ A 24 ] |
| Suède (Sverigetopplistan)                 | 6                  | 2                  | [ A 25 ] |
| Suisse (Schweizer Hitparade)              | 3                  | 2                  | [ A 26 ] |